# Ševčenko
Ševčenko je priimek več oseb:
- Aleksander Ševčenko (1883—1948), ruski slikar
- Andrij Ševčenko, ukrajinski nogometaš
- Arkadij Ševčenko, (sovjetski) vohun
- Ivan Naumovič Ševčenko, sovjetski general
- Peter Semjonovič Ševčenko, sovjetski general
- Vladimir Ilarionovič Ševčenko, sovjetski general
- Vladimir Vasiljevič Ševčenko (1907—1996), sovjetski pilot in letalski konstruktor
- Taras Ševčenko (1814—1861), ukrajinski pesnik, pisatelj, umetnik, politik, folklorist in etnograf
- Valentina Ševčenko (1935—2020), ukrajinska sovjetska političarka, predsednica prezidija Vrhovne rade Ukrajinske SSR